# Danderyds landsfiskalsdistrikt
Danderyds landsfiskalsdistrikt var 1918-1964 ett landsfiskalsdistrikt i Stockholms län, bildat när Sveriges indelning i landsfiskalsdistrikt trädde i kraft den 1 januari 1918, enligt beslut den 7 september 1917. Den 1 januari 1965 avskaffades i Sverige samtliga landsfiskaler och landsfiskalsdistrikt, och deras arbetsuppgifter delades upp på de nyskapade indelningarna polisdistrikt, åklagardistrikt och kronofogdedistrikt.
Landsfiskalsdistriktet låg under länsstyrelsen i Stockholms län.

## Ingående områden
Den 1 januari 1926 ombildades Lidingö köping till Lidingö stad. När Sveriges nya indelning i landsfiskalsdistrikt trädde i kraft den 1 oktober 1941 (enligt kungörelsen den 28 juni 1941) uteslöts Lidingö stad ur landsfiskalsindelningen för att därefter inte ingå i något landsfiskalsdistrikt. Dessutom överfördes kommunerna Täby och Östra Ryd till Österåkers landsfiskalsdistrikt. Från den 1 januari 1942 (enligt beslut den 30 december 1941) tillhörde Djursholms stad även landsfiskalsdistriktet i åklagarhänseende. Från den 1 januari 1944 (enligt beslut den 31 december 1943) tillhörde Djursholms stad landsfiskalsdistriktet i samtliga hänseenden, då staden inte längre skulle själv ansvara för sitt polisväsende. Den 1 januari 1946 ombildades Danderyds landskommun till Danderyds köping. När Sveriges nya indelning i landsfiskalsdistrikt trädde i kraft den 1 januari 1952 (enligt kungörelsen 1 juni 1951) ändrades inte distriktets omfattning. Den 1 oktober 1952 (enligt beslut den 20 augusti 1952) indrogs distriktsåklagaren i Stocksunds köping, som därmed tillhörde landsfiskalsdistriktet i sin helhet.

### Från 1918
- Djursholms stad

Danderyds skeppslag:
- Danderyds landskommun
- Lidingö köping
- Stocksunds köping
- Täby landskommun
- Östra Ryds landskommun

### Från 1926
- Djursholms stad
- Lidingö stad

Danderyds skeppslag:
- Danderyds landskommun
- Stocksunds köping
- Täby landskommun
- Östra Ryds landskommun

### Från 1 oktober 1941
- Djursholms stad (endast i utsökningshänseende, staden skötte polis- och åklagarväsendet själv med en stadsfiskal)[3]

Danderyds skeppslag:
- Danderyds landskommun
- Stocksunds köping (köpingen hade en särskild utmätningsman och åklagare, som också var polischef)

### Från 1942
- Djursholms stad (i utsöknings- och åklagarhänseende, staden skötte polisväsendet själv)[3]

Danderyds skeppslag:
- Danderyds landskommun
- Stocksunds köping (köpingen hade en särskild utmätningsman och åklagare, som också var polischef)

### Från 1944
- Djursholms stad

Danderyds skeppslag:
- Danderyds landskommun
- Stocksunds köping (köpingen hade en särskild utmätningsman och åklagare, som också var polischef)

### Från 1946
- Djursholms stad

Danderyds skeppslag:
- Danderyds köping
- Stocksunds köping (köpingen hade en särskild utmätningsman och åklagare, som också var polischef)

### Från 1 januari 1952
- Danderyds köping
- Djursholms stad
- Stocksunds köping (köpingen hade en särskild utmätningsman och åklagare, som också var polischef; i kungörelsen 1 juni 1951 anmärktes att distriktsåklagartjänsten i köpingen "bibehålles tills vidare")[6]

### Från 1 oktober 1952
- Danderyds köping
- Djursholms stad
- Stocksunds köping